# 乱数放送
乱数放送（らんすうほうそう、暗号放送、英語: Numbers Station）とは、諜報活動に類するとみられる非公式なラジオ放送で、数字（番号）などを用いた暗号を、人の声、あるいはそれを代替した機械でアナウンスすることによって、特定の相手に対してのみ情報を伝達しようとする様態が認められる番組または放送局の呼称である。暗号として、何らかの乱数表の類を利用した方式（後述）が使われている（とみなせる）ことが多いことから、その名がある。

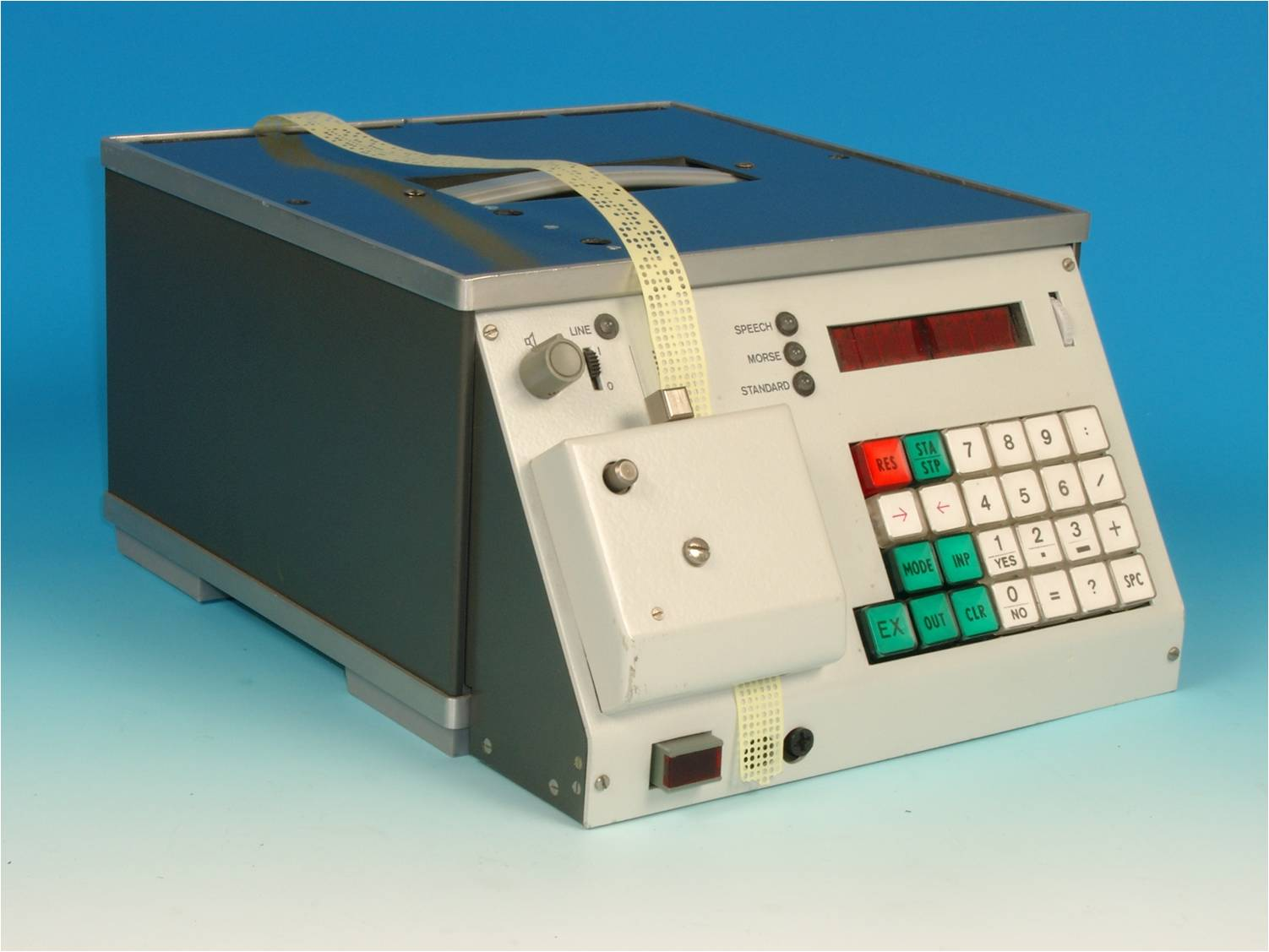
東ドイツ製の"Sprach-Morse Generator(音声モールス発生器)"。この機械が発する音声が乱数放送に使用されていたとされている。

## 概説
多くは発信源や発信目的が不明である。暗号のアナウンスに様々な型式があり（後述）、周波数帯上において、絶えず現われては消えることが知られる。その多くはマニアックなBCLファンによって発見され、一定の周波数や放送スケジュールの運用が確認されたうえ、発信源、目的、設備、利用者の通信技量などについて多様な推測がなされている。
冷戦のような紛争を抱えた国および、これらの国となんらかの関連をもつ国からとみられる受信例がほとんどである。
BCLファンは、特徴的なアナウンス形式から、これらの放送に非公式のニックネームを名付けた（後述）。

### 様式
一般に、乱数放送は、細かな相違があるものの、基本的な通信の書式（送信者、受信対象者を特定するために必要な情報および、伝文内容）に従う。書式がそれぞれのルールに従って暗号化されている（とみられる）ことを除けば、一般の無線通信と比べて特殊なものではない。
伝送は正時あるいは30分に始まるものが多い。
大抵の場合、放送の冒頭部は、その放送自身と、放送の受取人を表す何らかの種類の認証子を含んでいる。ファンが送信者の特定に利用するのは、数値やアルファベット通話表の「コードネーム」（例えば「Charlie India Oscar」「250 250 250」）、特徴的なフレーズ（例えば「¡Atención! ¡Atención!」「1234567890」）、音楽（例えば 『リンカーンシャー・ポーチャー』『マグネティック・フィールド』）、電子音などである。
イスラエルの音標文字放送では、「Charlie India Oscar - 2」と放送された場合、伝文が次に続かないことが確認されている。このように、冒頭部は、後に続くメッセージの特性あるいは優先度を意味することがある。
伝文の本体を放送する前に、これらの冒頭部を一定の回数繰り返すものが多い。
冒頭部に、その後に送る伝文（とみられる内容）のために、組数の宣言がある放送もあり、その場合は、以降にその組と参照させるとみられる伝文内容が列挙される。組に対応させる伝文は通常4つあるいは5つの数字、アルファベットの羅列である。この場合通常、それぞれの伝文を各組について2度アナウンスすることを繰り返すか、その全体を復唱する。
文の長さは様々であり、全ての放送について長さを揃えるもの、内容によって変化するものがある。
伝文の暗号強度についてはほとんど定かでないが、ある匿名の人物が勤務していた乱数放送局ではワンタイムパッドであったと証言がある。暗号鍵が再利用される例もあるものと思われる。
一部の放送は、1回の伝達の間に複数の伝文を送る。この場合もちろん、それぞれの情報について上記のプロセスの一部またはすべてが繰り返される。
最後に、すべての伝文が送られた後、「終わり」を意味するアナウンスで終了する。その放送が使う言語で「終わり」を意味する単語（例えば「メッセージ終わり、通信終わり」「ende」「fini」「final」「konec」など）が多いが、いくつかの放送、特に旧ソ連に起源すると考えられているものは一連のゼロ、例えば「000 000」などで終わる。他のものは音楽あるいは他の種々な音で終わる。
以上の内容を放送する際、一般的な放送番組を装う場合がある。その場合、通常の放送としては不自然なアナウンスがしばしばみられる。混乱を狙い意図的に不自然な点をあらわにしている可能性が考えられる。2016年7月15日と2017年4月14日の平壌放送で、北朝鮮時間午前0時45分から約10分間、「今から27号深査隊員のための遠隔教育大学（科目名）復習課題をお伝えします」とアナウンスしたのち、教材のページ数および設問番号として、5 - 6桁で1組の数列を多くアナウンスした。
目的を隠す例として、一般的な番組を装ったアナウンスに、あらかじめ申し合わせた「約束語」を含ませる場合がある。例えば気象通報番組における「船舶からの気象報告」の緯度経度が特定の値の場合に、それ以降のアナウンスに暗号化された通信内容が含まれることを知らせるといったケースである。暗号学で「隠匿」と称される。匿名人物が勤務していた乱数放送局では、放送する伝文について、受信対象者であるエージェントが復号すべきものであるか、単なるダミーであるかを判断させるために、特定の楽曲を流すことで約束語の代わりとしていた。

### 伝送技術
使用される周波数帯としては、遠距離に伝播するため一般に国際放送に使われる短波が多い。電波型式は、AM、SSB、CWなどが用いられている。
送信に使われた機器については、考証上あるいは観測上、または国家の崩壊による情報漏洩で明確になっている例も多い。振幅変調・周波数可変のB級増幅（プッシュプル式）短波送信機が主力だったとされている。これらの放送の運用ではエネルギーコストは問題でなかったから、多相変調器やPDM変調器は使われなかった。いくつかは10kWから100kWまでの出力を使っているストック短波送信機を用いたとみられる。

#### DRMにおける乱数放送
DRM多重通信の中で放送されるそれぞれのデータサービスは、SDC データフィールドで信号化される。そして最大2048の異なったデータサービスを可能にする11ビット固有認識コードを持っている。このデータはそのMSCデータグラムの一部として伝達される。
ドイツの Welle DRM PADサービスはおよそ800ビット毎秒のデータレートを持っている。MSCラジオテキストデータは80ビット毎秒のレートにおいて送られる。エージェントへの伝達のためのフィールドでは、80ビット毎秒は十分である。
一部の放送では、背景に一定のトーンが聞こえる。このような場合、暗号化された伝文は、おそらくバーストトランスミッションのような技術を使って、トーンを変調することによって送られていて、アナウンスは正しい周波数に調整することへの手助けであるかもしれないと考えられている。
DRM以外でも、キューバではPSK方式、ロシアではMFSKやFSK方式で送信しているものもある。

## 推測される発信源および目的
乱数放送の発信源についての手がかりは、放送においての手違い、無線方向探査の結果（指向性アンテナを使用した二方位受信によっておおよその位置が把握できる）、および短波伝播の知識によってもたらされる。例えば通称「アテンシオン」として知られる放送は、かつてラジオ・ハバナ・キューバと同じ周波数で、同局の音声に混じって聴取されたことがあり、これによってキューバからの送信であることが判明した。
乱数放送は、行政機関が「現場」にいるエージェントと連絡する単純かつ極めて簡単な方法として稼働していると推測されている。その推測根拠として、乱数放送はソ連8月クーデター（1991年）のような特殊、異常な政治的な偶発事象の際に、定常的に行っていた放送を、若干異なった内容に変更させたり、想定外の放送を発信したりしている。
あるいは、北朝鮮の放送がそうみられるように、非合法の薬の密輸と関係があるかもしれないとか、大規模な麻薬密売組織によって運営されていると推測する意見もある。
「放送」形式を用いる目的は、他国へ侵入して大掛かりな送受信設備を持つことができないエージェントに対して、当局が双方向の秘匿通信ができる手段が大きく限られることが理由と考えられる。短波は他の周波数帯に比べ、送受信者間が長い距離で隔てられていても送受信可能である。短波帯の20MHz帯以下は、数ワットの小出力で地球を一周することがアマチュア無線で証明されている。乱数放送の収集家で「ザ・コネット・プロジェクト」の作者であるAkin Fernandezは、2005年にBBCの番組で「ワンタイムパッドによる暗号強度と、諜報員が一般的に追跡困難であることを考慮すると、乱数放送は諜報活動において強力なものだ。」と証言している。

乱数放送を発信しているとみられる政府あるいは放送局は、それらの存在を認知したりその存在理由を決して明かそうとはしない。「デイリー・テレグラフ」の1998年の記事では、イギリスの貿易産業省（ラジオ放送を統制する行政機関）の報道官の次のような言葉が紹介されている。
「これら（乱数放送）はご推察の類のものです。不可解に思う必要はありません。言うなれば、これらは一般消費者向けのものではないのです」
アメリカ合衆国では、ラジオの放送周波数帯での観測がされなくなり、同種の通信は人工衛星を使ったものに移行したとみられている。

## ニックネーム
乱数放送は放送の特徴によりリスナーらがあだ名を付している。ENIGMA2000などのマニアが作る組織によって分類コードもつけられている。
分類コードには次の意味がある。　E-英語　G-ドイツ語　S-スラブ語　V-その他の言語　M-モールス信号　X-その他デジタルなど
MI6が運営する「リンカーンシャー・ポーチャー」は、放送開始直後と放送の最後に同名のフォークソングを流すことから命名された。英語放送のため分類コードはE03である。「マグネティック・フィールド」は、放送の冒頭と最後にジャン・ミッシェル・ジャールの同名の曲を流す。「アテンシオン」は、送信の始めにスペイン語で「¡Atención! ¡Atención!」のフレーズが入る。

## 大衆文化への影響
1997年、乱数放送を録音した4枚組CD「The Conet Project: Recordings of Shortwave Numbers Stations (ザ・コネット・プロジェクト: 短波乱数放送の録音)」がイギリスの Irdial-Discsレコードレーベルからリリースされた。
乱数放送の音源を使用した楽曲に、ステレオラブの「Pause」、ポーキュパイン・ツリーの「Even Less」、クロマ・キー (en:Chroma Key) の「Even the Waves」、ウィルコの楽曲、などがある。ウィルコのアルバム『ヤンキー・ホテル・フォックストロット』は、サンプリングされたメッセージから採名した。スコットランド出身のテクノバンドボーズ・オブ・カナダは早い時期に乱数放送に影響を受け、ペル・ウブのスコット・クラウス (en:Scott Krauss) は乱数放送の熱心なファンで、いくつかの楽曲で乱数放送をフィーチャーした。DJシャドウはアルバム『Endtroducing...』でThe Conet Projectをサンプリングした。日本では石野卓球が高名なフレーズ‘Yankee Hotel Foxtrot’をモチーフにした楽曲「Y.H.F.」を発表してソロアルバム『CRUISE』に収録している。
キャメロン・クロウは、映画『バニラ・スカイ』のシーンで『ザ・コネット・プロジェクト』の一部をフィーチャーした。彼は混乱の感覚を作るために乱数放送の録音を使ったと述べた。

## 日本における実例および受信状況
日本周辺では北朝鮮が、乱数放送を用いて各国に潜伏するエージェントに向けた指令を送信している、と報道されている。日本人拉致が頻発した時期に不審な放送が確認されている。旧電波型式表記のA3である振幅変調を用いる北朝鮮の通称「A3放送」は、南北首脳会談が開催された2000年以来長い中断をはさみ、2016年に再開された。
日本で良好に受信可能な乱数放送を下記する。
| 通称名(分類コード)              | 運用国   | 送信地                     | 電波型式 | 送信形式                                                         | 運用状況 |
| ------------------------------- | -------- | -------------------------- | -------- | ---------------------------------------------------------------- | -------- |
| A3放送(V15)                     | 北朝鮮   | 北朝鮮                     | AM       | 伝文形式:3+2文字(数字)、読み上げ:男性/女性、朝鮮語               | 運用中   |
| 遊撃隊行進曲系統(M40)           | 北朝鮮   | 北朝鮮                     | CW/A2    | 例:"VVV $$$ $$$ $$$ DE $$$ $$$ QTC..."                           | 運用中   |
| CQ系(M40)                       | 北朝鮮   | 北朝鮮                     | CW       | 例:"VVV CQ 747.135" R5                                           | 停止中   |
| 韓国語乱数放送(V24)             | 韓国     | 韓国                       | AM       | 伝文形式:3+2文字または2+2文字(数字)、読み上げ:女性、朝鮮語       | 運用中   |
| 広州呼叫(V09)                   | 中国     | 中国                       | AM       | 読み上げ:女性、北京語                                            | 停止中   |
| 北京呼叫(V22)                   | 中国     | 中国                       | AM       | 読み上げ:女性、北京語                                            | 運用中   |
| 星星広播電台(V13)               | 台湾     | 台湾                       | AM       | 読み上げ:女性、北京語                                            | 運用中   |
| The Parrot(V28)                 | 北朝鮮?  | 北朝鮮?                    | AM       | 読み上げ:女性、朝鮮語                                            | 運用中   |
| Chinese robot(VC01)             | 中国     | 中国                       | USB      | 読み上げ:女性のロボット、中国語                                  | 運用中   |
| Counting Station (Cynthia)(E05) | アメリカ | アメリカ、日本、その他     | USB      | ID:3文字(数字)+1234567890.....、読み上げ:女性、英語              | 停止中   |
| Cherry Ripe(E03a)               | イギリス | オーストラリアダーウィン市 | USB      | Cherry Ripe+ID:5文字(数字).....+5文字(数字)、読み上げ:女性、英語 | 運用中   |
| Japanese Slot Machine           | 日本     | 日本国千葉県市原市         | USB      | デジタル変調が解読されたことがなく、内容不明。                   | 運用中   |